# Chlorizeina togulata
Chlorizeina togulata is een rechtvleugelig insect uit de familie Pyrgomorphidae. De wetenschappelijke naam van deze soort is voor het eerst geldig gepubliceerd in 1951 door Rehn.